# 台湾耳草
臭涼喉茶（學名：Hedyotis butensis）又名台湾耳草，为茜草科耳草属下的一种直立草本，莖有粗毛，頭狀花序，花白色。它是台灣特有植物，分佈于台灣南部的低海拔山區。

## 扩展阅读
- 維基物種上的相關：台湾耳草